# 陳贊平
陳贊平（越南语：／，1869年—1937年），字孺篁（越南语：／）越南阮朝官員。

## 生平
陳贊平是河內省常信府上福縣萬點總由禮社（今屬河內市常信縣萬點社）人，嗣德二十二年（1869年）出生。成泰六年（1894年），陳贊平參加河南場鄉試，考中舉人。次年（1895年），會試中格，庭試考中副榜。維新後期，陳贊平任河南督學、太平督學。啓定三年（1918年），升北江按察使。次年（1919年），再改任河南按察使。啓定九年（1924年），升寧平巡撫。保大初，陳贊平致事。
保大十二年（1937年），陳贊平去世，壽六十九歲。

## 作品
陳贊平將延茂郡公黃高啓的國語字著作《越史鏡》翻譯成漢文。